# Перша наукова історія війни 1812 року
«Перша наукова історія війни 1812 року» — книга російського історика Євгена Понасенкова, опублікована видавництвом АСТ у 2017, перевидана цим же видавництвом у 2018 та 2020 роках.

## Зміст
В анотації Є. М. Понасенков характеризує себе як найбільшого в Росії фахівця за епохою Наполеона, відомого вченого, випускника історичного факультету МДУ, автора багатьох наукових праць, який не тільки вивчив десятки тисяч документів, що зберігаються в російських  та європейських архівах, а й щоденники та мемуари очевидців епохи.  Він називає себе також творцем принципово нового опису  війни 1812 року, а також інтелектуальним гуру нового покоління.
Книга умовно поділяється на три частини:
1. У першій автор розповідає про свої історичні заслуги, культурні досягнення, колекції, ділиться з читачами спогадами та роздумами.
2. Друга частина книги є публіцистично-історичною, в якій викладається концепція світоустрою публіциста у вигляді протистояння Росії (у вигляді Хаосу) з Заходом (у вигляді Світла).
3. Третя частина складається з додатків, у яких опубліковані документи та спогади, а також особиста колекція предметів XVIII - XIX ст. автора

Книга складається з 23 розділів:
1. Від автора
2. Історіографія
3. Російська імперія — передісторія
4. Російська імперія в епоху війни 1812 року
5. Австрія: між Францією та Росією
6. Континентальна блокада Англії та економіка Росії
7. Причини війни, підготовка та плани сторін
8. Від Німану до Москви: початок громадянської війни в Росії
9. Наполеон у Москві: продовження громадянської війни у Росії
10. Від Москви до перемир'я 4 червня 1813 - і громадянська війна в Росії
11. Про цілі та характер антифранцузьких коаліцій кінця XVIII – початку XIX ст.
12. Наполеон та Олександр I: Європа між здоровим глуздом та мракобіссям
13. Пропаганда війни 1812 року та плани Сталіна перед Другою світовою війною
14. Армія Наполеона перед війною 1812
15. Російські армії перед початком кампанії 1812 року
16. Литовці, білоруси та українці в Імператорській гвардії Наполеона
17. Громадянська війна 1812 року
18. Основні архівні сховища та бібліографія
19. Сучасні наполеонівські організації
20. Документи
21. Людство, Особистість та «паралельні реальності»
22. Порівняння подорожей у Бородіно та Ваграм
23. Висновки провідних вчених Російської академії наук

Книга опублікована в авторській редакції, що зазначалося видавництвом, а сам Є. М. Понасенков організував рекламну кампанію своєї книги в соціальних мережах і дав кілька інтерв'ю різним ЗМІ.

## Видання
Книга була перевидана 2 рази з доповненнями:
1. Понасенков Є. М. Перша наукова історія війни 1812 року. — АСТ. — 2017. — 800 с. — 5000 прим. — ISBN 978-5-17-102143-6.
2. Понасенков Є. М. Перша наукова історія війни 1812 року. — АСТ. — 2018. — 864 с. — (Скандали історії) — 24000 прим. — ISBN 978-5-17-107656-6. Архівовано з джерела 9 листопада 2021
3. Понасенков Є. М. Перша наукова історія війни 1812 року. — АСТ. — 2020. — 896 с. — (Скандали історії) — 5000 прим. — ISBN 978-5-17-120818-9. Архівовано з джерела 9 листопада 2021

Останнє видання має тверду палітурку, папір офсетний, формат: 170×242 мм, вага: 1.53 кг. 
Загальний тираж 34 000 экземплярів (2017—2020).

## Рецензії та критика
У 2018 році книгу почали обговорювати, оцінювати та рецензувати серед критичних відгуків:
- Реконструктор, Олег Соколов, торкаючись змісту книги, вказавши на недоречність у книзі сторонніх тем на кшталт опису геному неандертальця, висловив думку, що книга Понасенкова по суті нічого принципово нового не містить, тому що багато чого  запозичено з робіт історика М. Троїцького.  Історик також наголосив на великій кількості проколів, до яких відносить заяви Понасенкова про відкриття першої роботи 1819 року, хоча цю роботу до публіциста докладно описав А. Г. Тартаковський, який є у списку літератури книги Понасенкова.  Соколов робить висновок, що Понасенков не читав більшість робіт, наведених у списку літератури[3].

- Історик Л. І. Агронов зазначив, що у книзі «Перша наукова історія війни 1812 року» Понасенков по суті воює з найбільш одіозними положеннями історіографії епохи Сталіна і епохи застою, хоча в історіографії академічній це давно не актуально. Агронов звертає увагу на те, що для тих людей, які погано знайомі з історіографією епохи Наполеона, книга Понасенкова може справити велике враження, проте фахівець побачить величезну кількість запозичень з академічної історіографії у вигляді колосальної кількості переписаних посилань на джерела, літературу, переписаних цитат без конкретних вказівок джерел. Як приклад він вказує, що заявлений з пафосом у книзі найкращий в історіографії розклад Великої армії на 1812 рік точно відповідає розкладу армії в монографії Вовси Емана і Кузьміна «Французькі генерали — учасники походу на Росію 1812 року», що вийшла 2012 року. Арогонов зауважує, що у книзі публіциста лейтмотивом є проста ідея: Росія — країна-фейк, населена дикунами, що дозволяє собі втручатися у справи Європи, а будь-яка агресія проти цієї країни є актом необхідної самооборони[4].